# شارلوت (انیمه)
شارلوت (به ژاپنی: シャーロット Shārotto) یک مجموعه تلویزیونی انیمه ژاپنی به نویسندگی جون مائدا و کارگردانی یوشی‌یوکی آسای است که توسط استودیو پی.ای. ورکز ساخته شده‌است. این مجموعه به تعداد ۱۳ قسمت از ژوئیه تا سپتامبر ۲۰۱۵ پخش شد. دو سری مانگا توسط انتشارات آسوکا مدیا ورکز در سال ۲۰۱۵ و در مجله دنگکی جی کامیک به چاپ رسیده‌است. یک قسمت اووی‌ای ۲۴ دقیقه‌ای نیز در مارس ۲۰۱۶ عرضه شد.
درباره شخصیت های فیلم شارلوت : فیلم شارلوت ۴ شخصیت اصلی دارد ۲ دختر و ۲ پسر